# Chloorthalonil
Chloorthalonil, ook bekend onder de naam tetrachloorisofthalonitril, is een organische verbinding met als brutoformule C8Cl4N2. De stof bestaat uit kleurloze en reukloze kristallen en wordt gebruikt als fungicide op onder andere aardappelen, tomaten en pinda's. Het wordt ook aangewend als additief in verf.

## Toxicologie en veiligheid
De stof ontleedt bij verhitting en bij verbranding met vorming van giftige en corrosieve dampen, waaronder waterstofchloride en stikstofoxiden.